# آیین گفت‌وگو
آیین گفت و گو، دو ماهنامه ای اصلاح طلب به صاحب امتیازی محمد خاتمی و سردبیری هادی خانیکی بود؛ که پس از انتشار یک شماره، در تاریخ ۱۹ بهمن ۱۳۹۰ از سوی هیئت نظارت بر مطبوعات لغو امتیاز شد.